# فیوز (آلبوم کیث اربن)
«فیوز» آلبومی از کیث اربن است که در  ۱۰ سپتامبر ۲۰۱۳ منتشر شد.
این آلبوم در چارت‌های ، استرالیا، کانادا، آمریکا در رتبه اول قرار گرفت.